# Теслин, Александр Никитович
Александр Никитович Теслин (1919—1979) — участник Великой Отечественной войны, полный кавалер ордена Славы. На момент представления к ордену 1-й степени — командир отделения взвода пешей разведки 94-го стрелкового полка (21-я стрелковая дивизия, 7-я отдельная армия, Карельский фронт), старшина.

## Биография
Родился в крестьянской семье в селе Тарасовка Стародубского уезда (в настоящее время Стародубский район Брянской области). Окончил 8 классов школы, работал в колхозе.
В 1940 году Понуровским райвоенкоматом был призван в ряды Красной армии. На фронтах Великой Отечественной войны с сентября 1941 года.
Приказом по 21-й стрелковой дивизии от 10 июня 1943 года младший сержант Теслин был награждён медалью «За отвагу» за то, что, участвуя в апрельских боях и будучи тяжело ранен, он не покинул поля боя и уничтожил 20 солдат противника. 6 июня, действуя в разведке, увлёк солдат в атаку на позиции противника, огнём из автомата уничтожил 3 солдат противника, а увидев убегающего офицера, убил того гранатой. Всего за время боёв на фронте Теслин уничтожил 79 солдат и офицеров противника.
25 августа 1943 года в Подпорожском районе Ленинградской области, действуя в операции по прикрытию группы захвата Теслин четко организовал действия группы прикрытия и после выполнения задачи по захвату контрольного пленного, организовал его эвакуацию и встретил солдат противника огнём из своего автомата, рассеяв его и уничтожив до 10 солдат противника.
21 ноября 1943 года, действуя в составе группы захвата, Теслин скрытно подобрался к заграждению противника и устроил в нём проход. Дождавшись приближения часового, он с другим разведчиком сбил его и обезоружил, отобрав у него автомат и ракетницу. ПРи эвакуации пленного, второй часовой открыл огонь на отсечение группы, однако Теслин метким выстрелом уничтожил его. Всего за время боёв Теслин уничтожил 82 солдат и офицеров противника, захватил 2 ручных пулемёта, 7 автоматов, 2 ракетницы и взял в плен 4 солдат противника. Приказом по 21-й стрелковой дивизии от 24 ноября 1943 года сержант Теслин был награждён орденом Славы 3-й степени.
19 февраля 1944 года в 8 км южнее города Подпорожье сержант Теслин с группой разведчиков-сапёров проделал проход в проволочных заграждениях противника и провёл через него группу захвата, чем обеспечил захват разведчиками контрольного пленного, давшего ценные сведения. Приказом по 19-й армии от 17 мая 1944 года командир отделения взвода пешей разведки сержант Теслин был награждён орденом Славы 2-й степени.
Командир отделения взвода пешей разведки старшина Теслин 7 июня 1944 года в районе станции Алакуртти Мурманской области в бою первым ворвался траншею противника и захватил пленного, давшего ценные сведения. Указом Президиума Верховного Совета СССР от 24 марта 1945 года он был награждён орденом Славы 1-й степени.
Демобилизовался старшина Теслин в январе 1946 года. Работал в колхозе бригадиром полеводческой бригады в Брянской области. Был награждён орденом «Знак Почёта», медалью «За доблестный труд».
Скончался 31 января 1979 года. Похоронен на Тарасовском кладбище.